# Каплиця Волхвів
Каплиця Волхвів (італ. Cappella dei Magi) — каплиця у палаці Медічі-Ріккарді у Флоренції. Збудована у середині XV століття та розписана фресками і мозаїками художником Беноццо Ґоццолі у 1461 році на сюжет прибуття Трьох царів до Вифлеєма.

## Історія створення
Каплиця Волхвів являє собою невелику кімнату на першому поверсі палацу Медічі-Ріккарді у Флоренції. Кімната була побудована у 1459 році на замовлення Козімо та П'єро ді Козімо Медічі та дружини останнього Лукреції Торнабуоні. Незабаром італійський художник та скульптор доби Відродження Беноццо Ґоццолі розписав стіни новоствореної каплиці фресками. Розпис був завершений 1461 року.

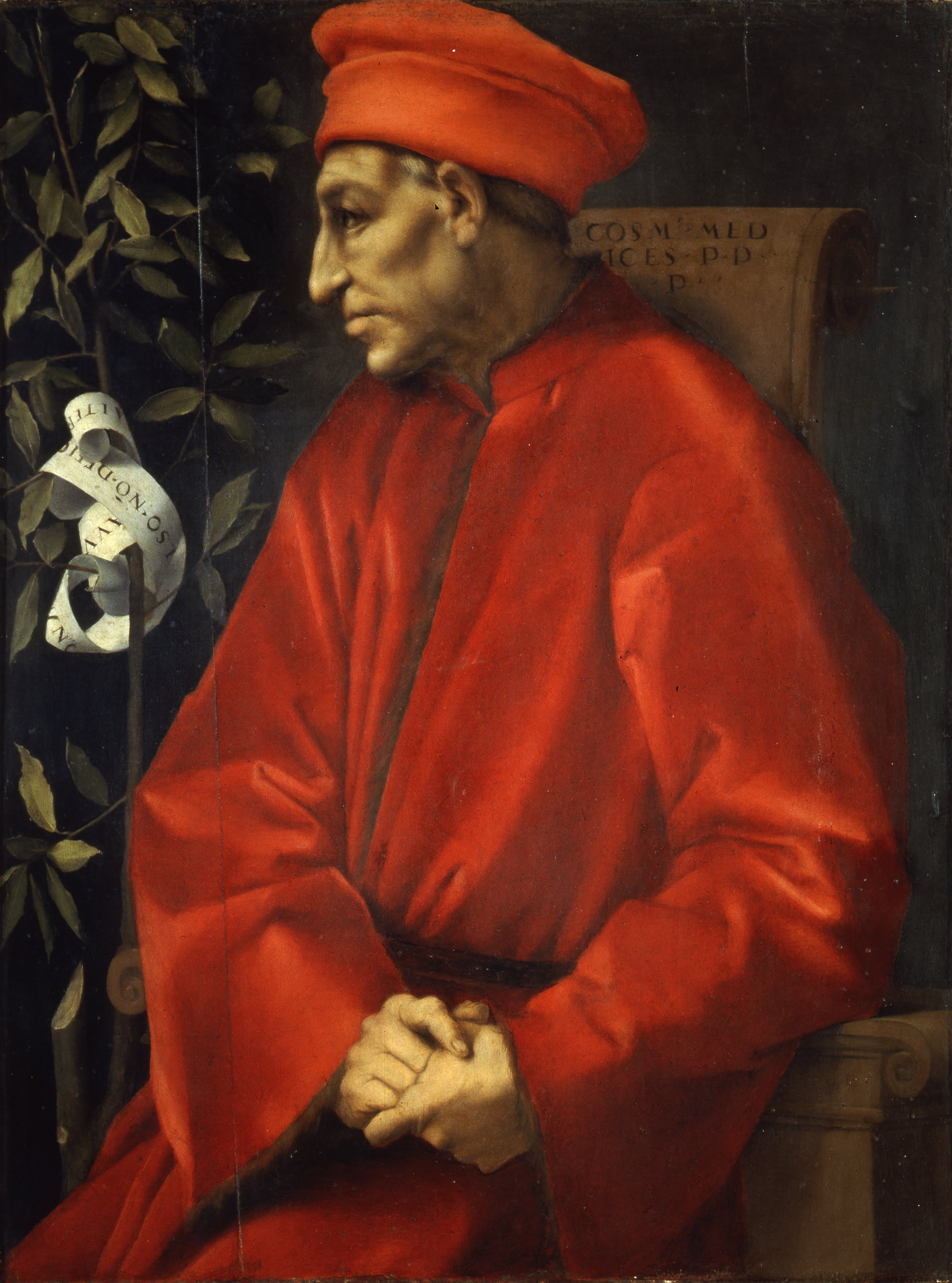
Козімо Медічі
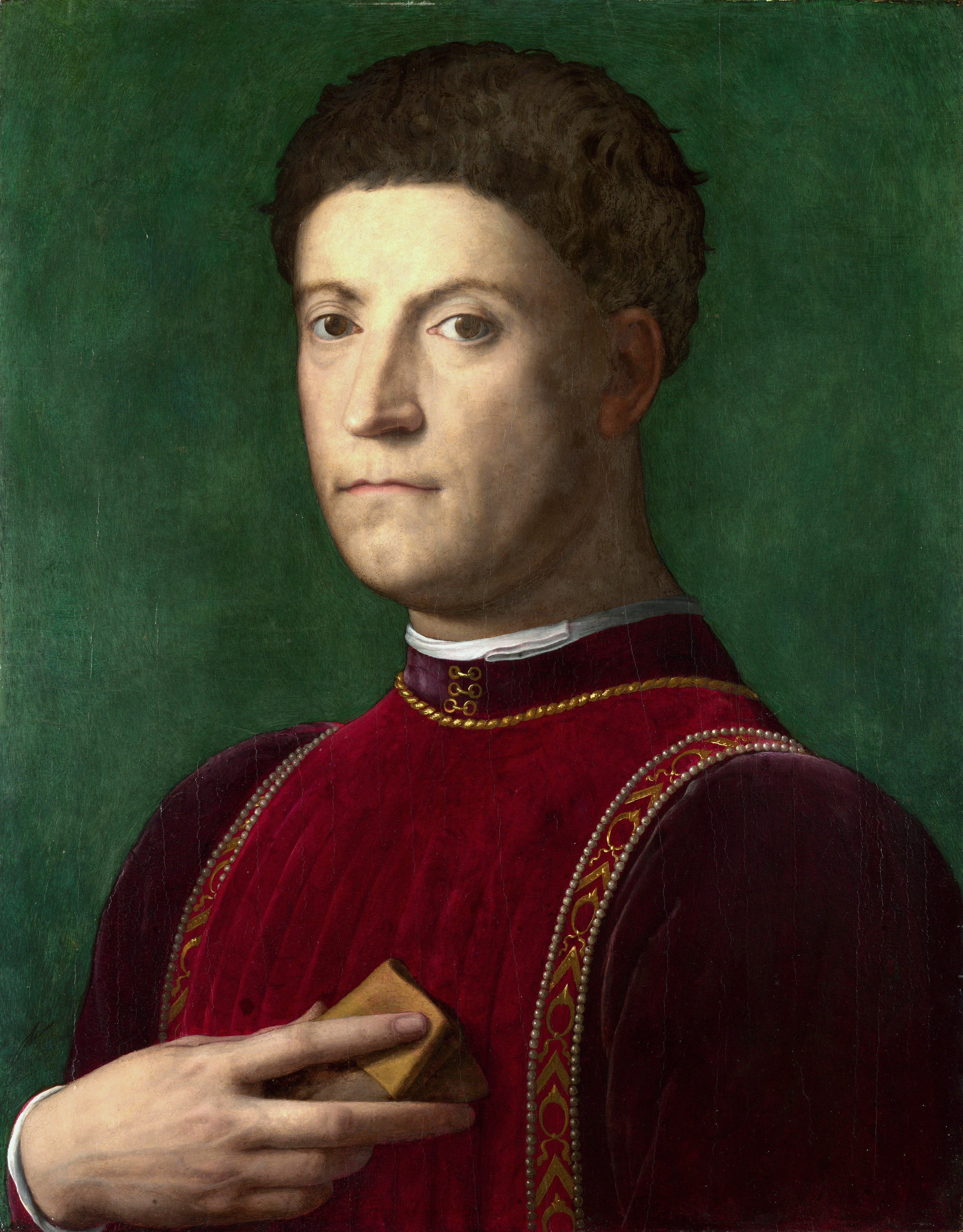
П'єро ді Козімо Медічі
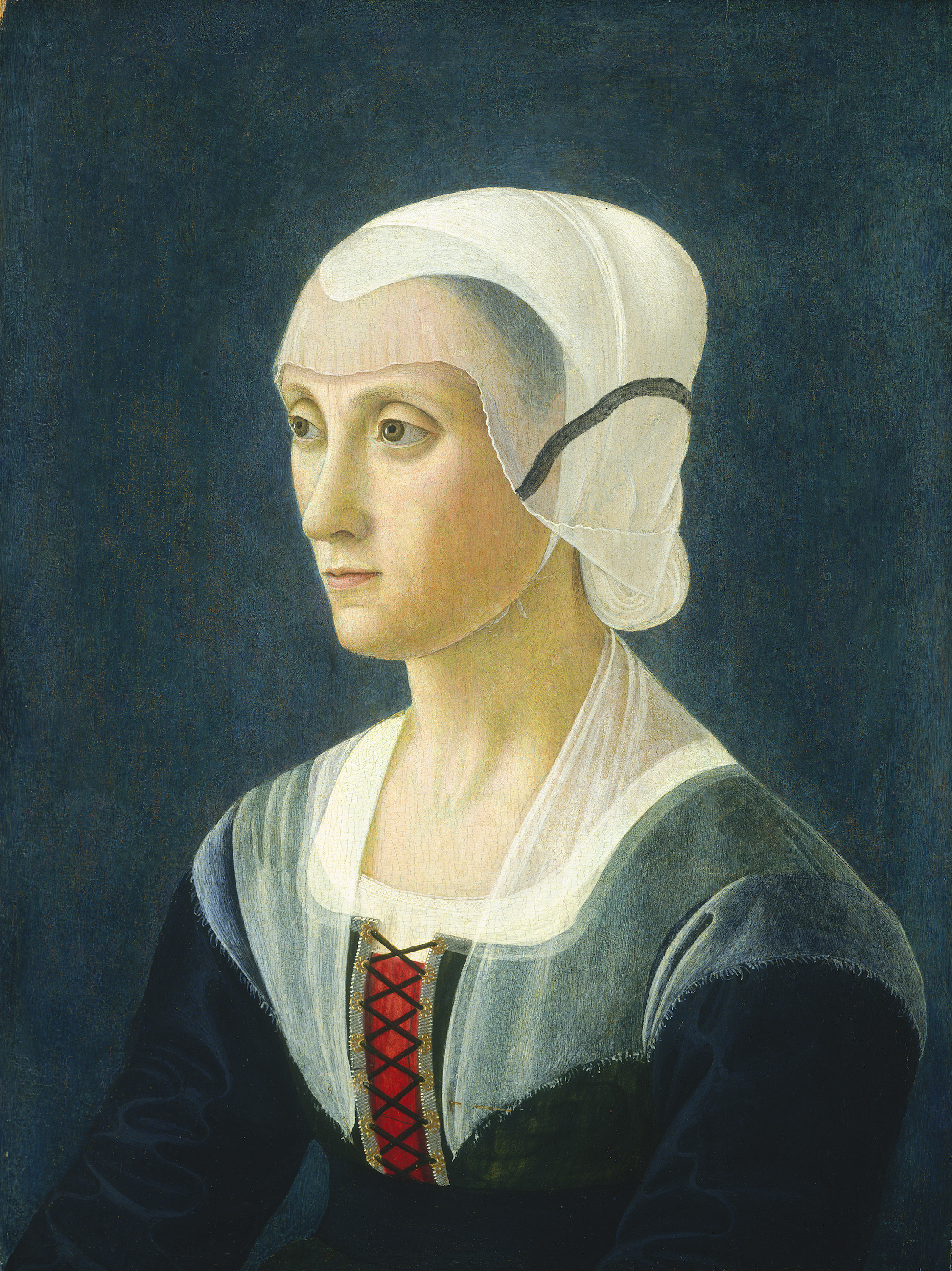
Лукреція Торнабуоні

## Архітектура
Архітектором каплиці Волхвів був Мікелоццо. Коринфські пілястри, виготовлені із сірого пісковика, позолочені. Позолочена і дерев'яна стеля з кесону, її було пофарбовано білим, червоним та синім кольорами. Підлога оздоблена візерунками з мармуру. Спинки дерев'яних лав виконані за рисунками Джуліяно да Санґало близько 1465 року.
На північній стороні каплиці знаходиться вівтар. Вівтарною картиною є робота Філіппо Ліппі «Різдво». Картина являє собою Діву Марію, яка вклоняється Ісусові, а також Іванові Хрестителю та Бернардинові Сієнському — патронам роду Медічі. Над вівтарною картиною художник Ґоццолі написав чотирьох тетраморфів, з них збереглися тільки два. На бокових стінах апсиди каплиці зображені ангели, що співають пісні у зв'язку з народженням Христа.
На трьох інших стінах каплиці Волхвів зображена безперервна фреска зі святковою процесією.

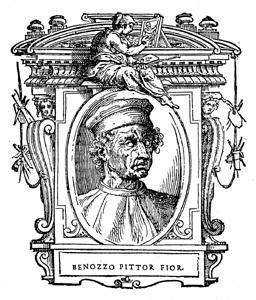
Беноццо Ґоццолі
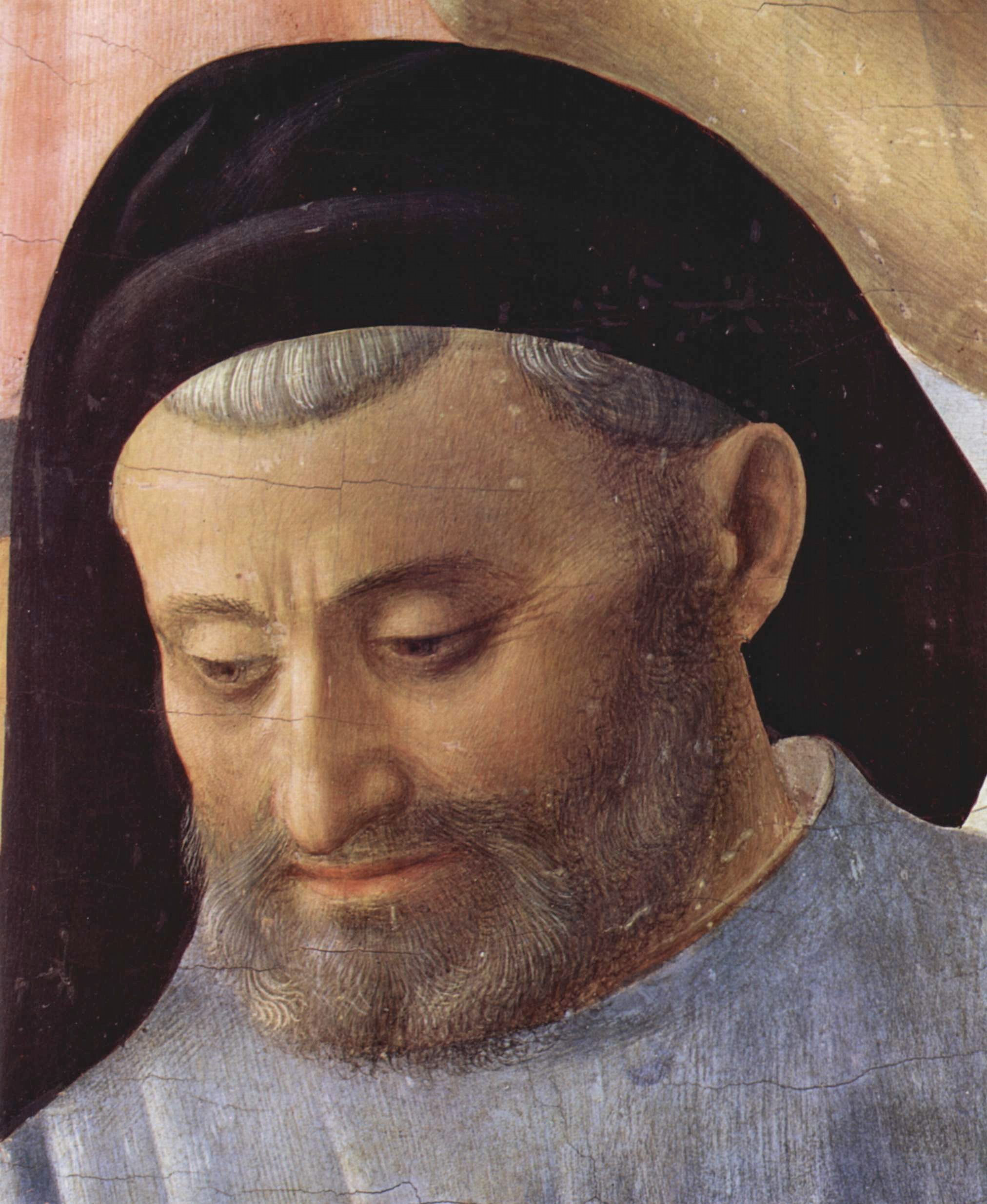
Мікелоццо
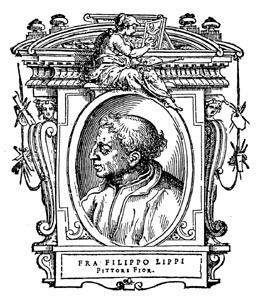
Філіппо Ліппі

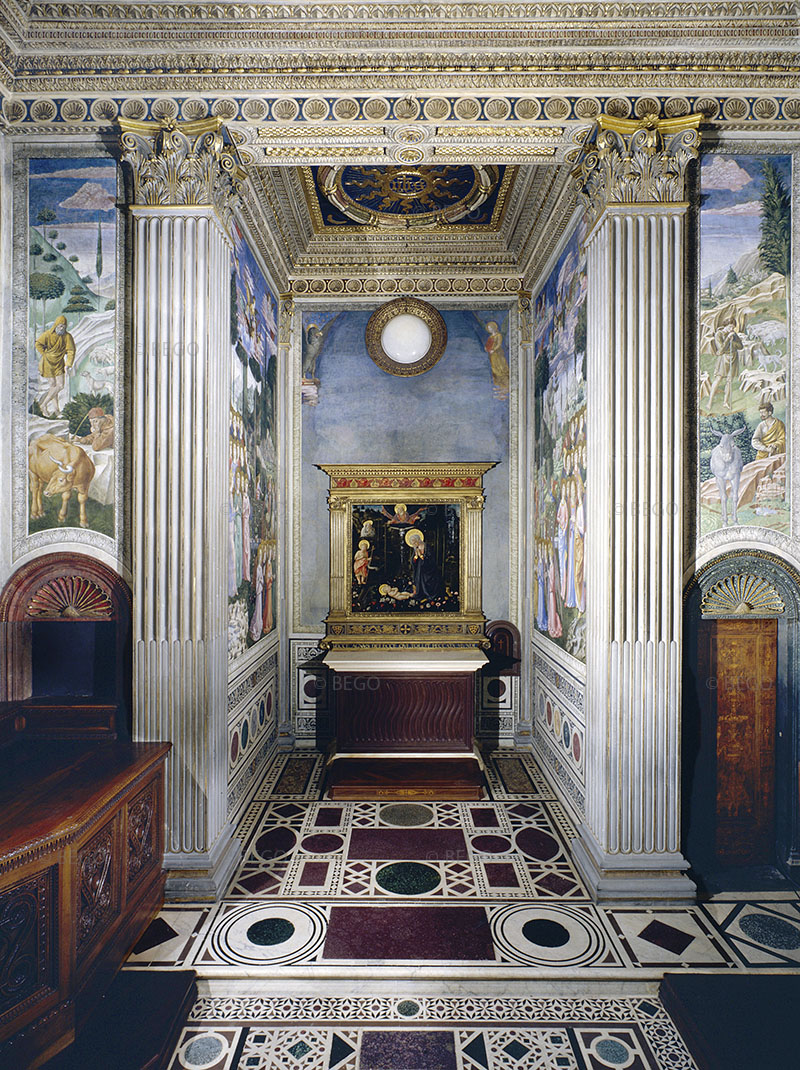
Вівтар каплиці
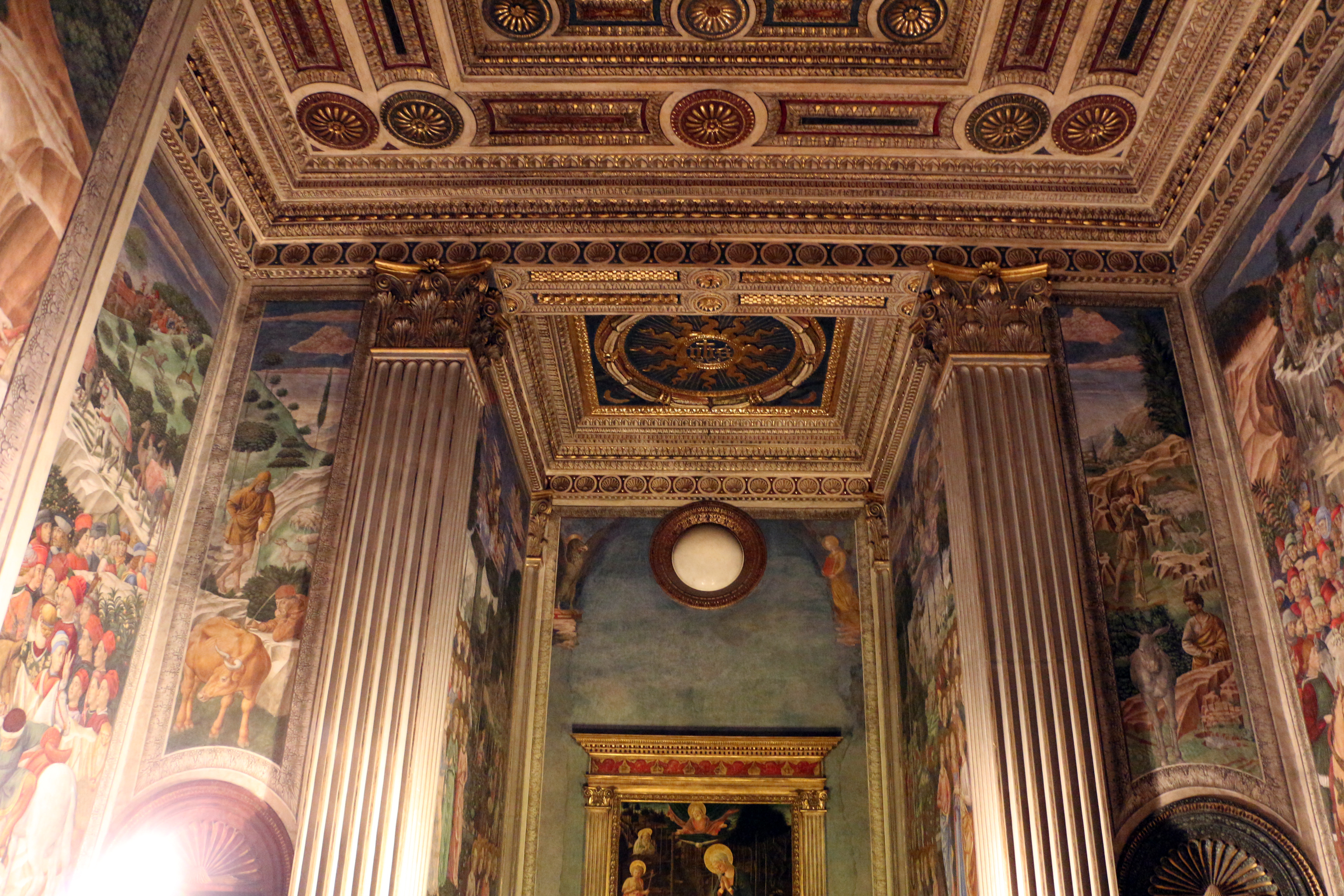
Стеля над вівтарем
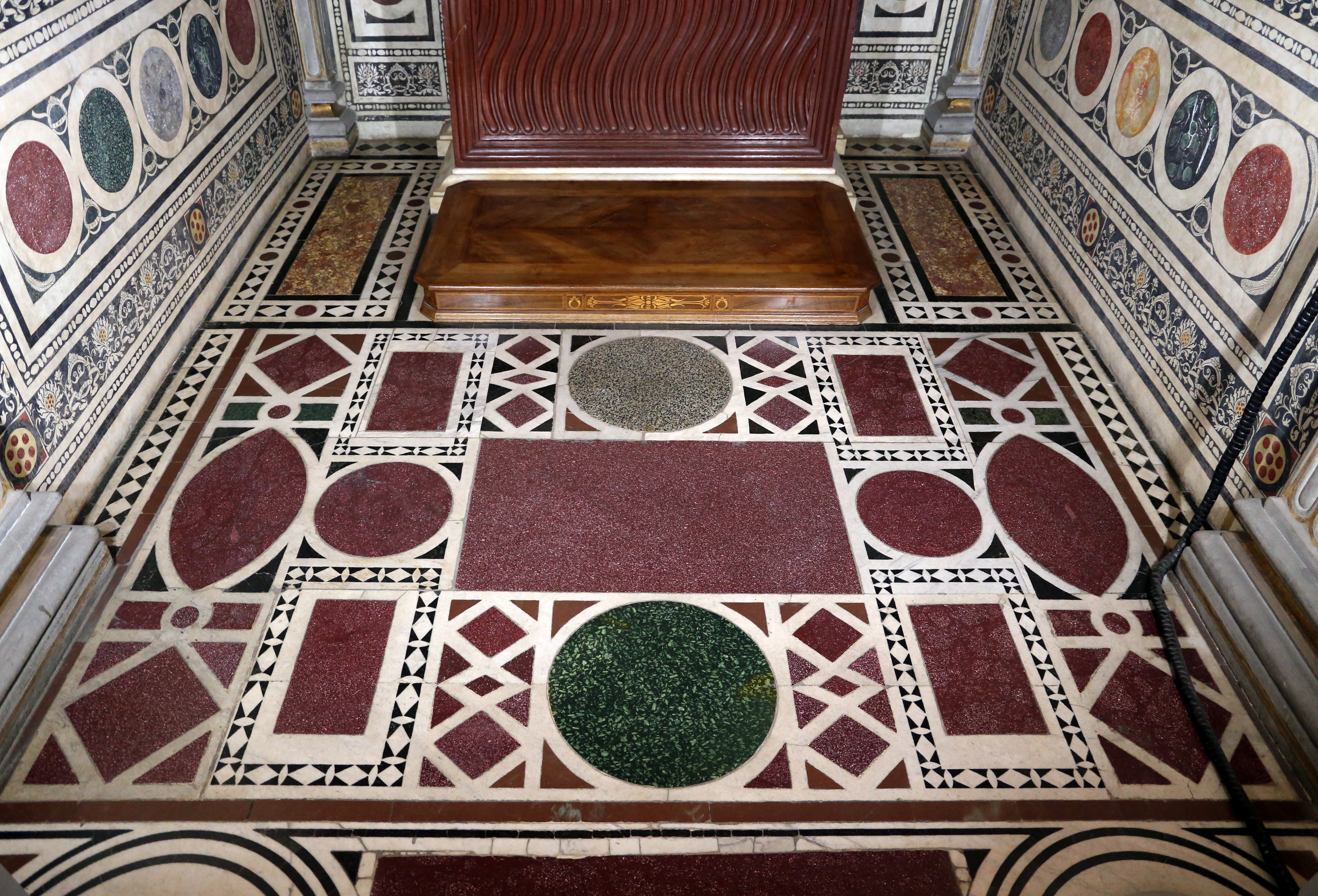
Підлога каплиці

## Фресковий розпис
Сюжет фрескового розпису каплиці Волхвів має євангелічне та біблійне підґрунтя. У першу чергу, основою для його створення є прибуття Трьох царів до Вифлеєму. Крім зображень святих, на фресковому розписі є і зображення тогочасних релігійних та політичних діячів Італії та Європи.
«Сценарієм» для написання фресок могли стати різдвяні пісні-молитви, складені Лукрецією Торнабуоні — однією із замовників будівництва каплиці. Свою роль зіграло і «Братство Волхвів» (італ. Compagnia de'Magi), утворене 1390 року, яке щороку в день святого Епіфанія (6 січня) влаштовувало у Флоренції вуличні процесії за участи костюмованих вершників. 1454 року в такій процесії брав участь і герцог Козімо Медічі.
Також на фресках зображені релігійні діячі, які брали участь у засіданнях Флорентійського собору 1439—1442 року, зокрема і православні ієрархи. На Флорентійському соборі, скликаному Папою Євгенієм IV, були присутні візантійський імператор Іоанн VIII, константинопольський патріарх Йосип II, митрополит Київський та всієї Руси Ісидор та інші. Ці особи мають місце на фресках каплиці Волхвів авторства Беноццо Ґоццолі.
На північній стороні каплиці Волхвів розташований вівтар. У центрі вівтаря є вівтарна картина авторства Філіппо Ліппі «Різдво». З обох боків намальовані пастухи та ангели, які співають пісні на честь народження Ісуса Христа.

Композиція вівтаря каплиці:
1. Пастухи. 2. Ангели. 3. «Різдво» Філіппо Ліппі. 4. Ангели. 5. Пастухи
На західній, південній та східній сторонах каплиці Волхвів зображені відповідно процесії Старого, Середнього та Молодого королів.

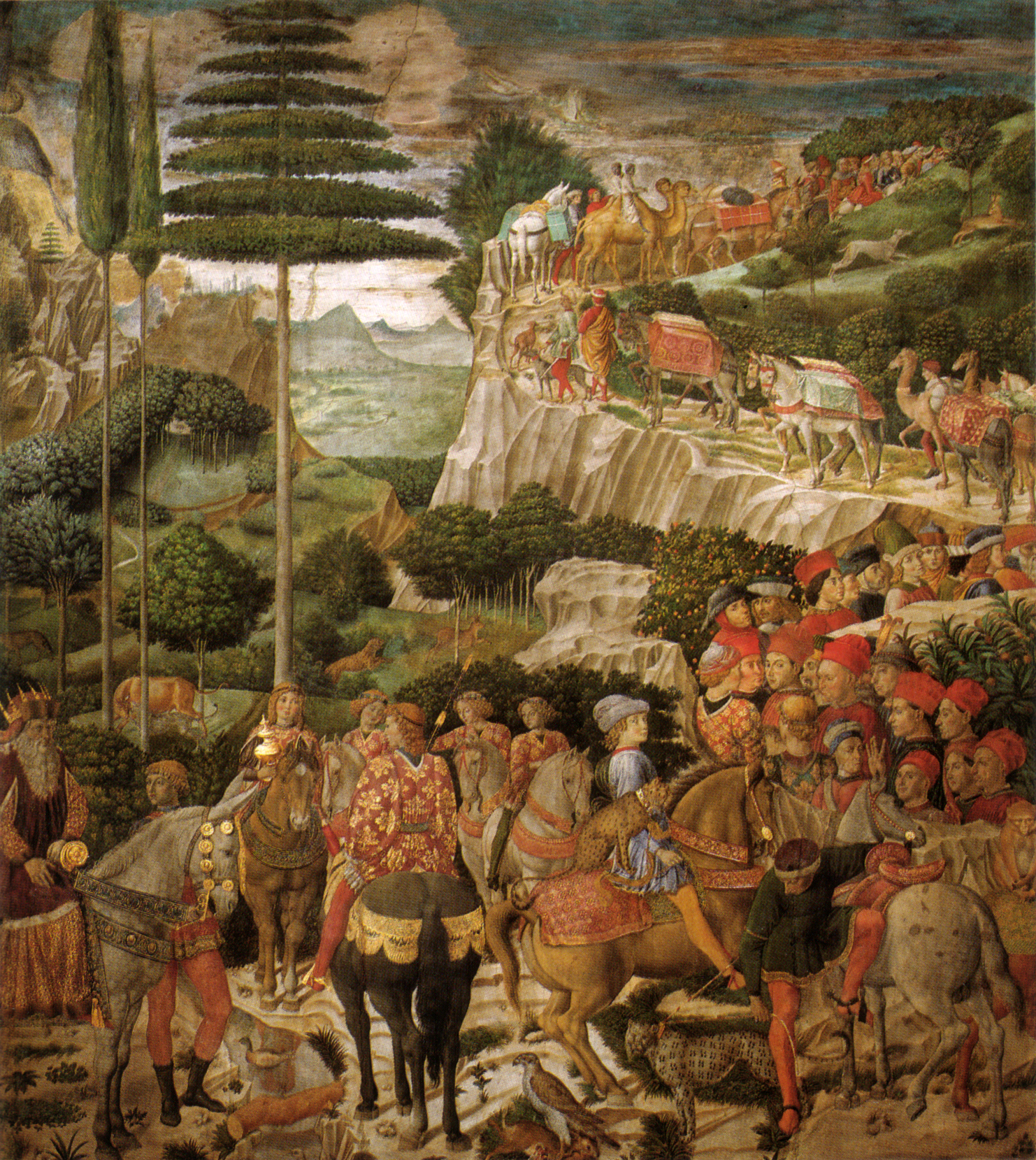
Західна сторона: Процесія Старого короля
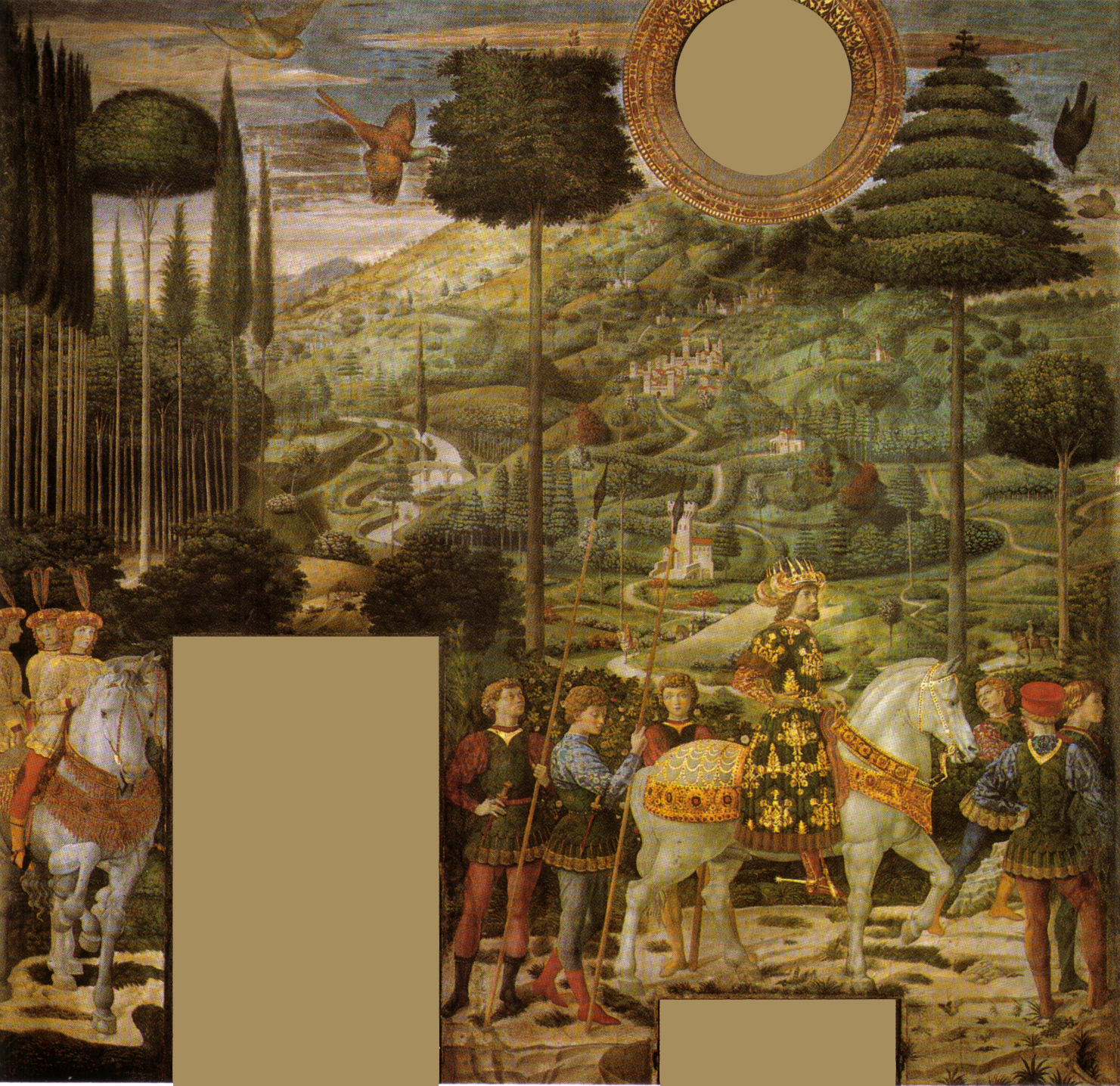
Південна сторона: Процесія Середнього короля
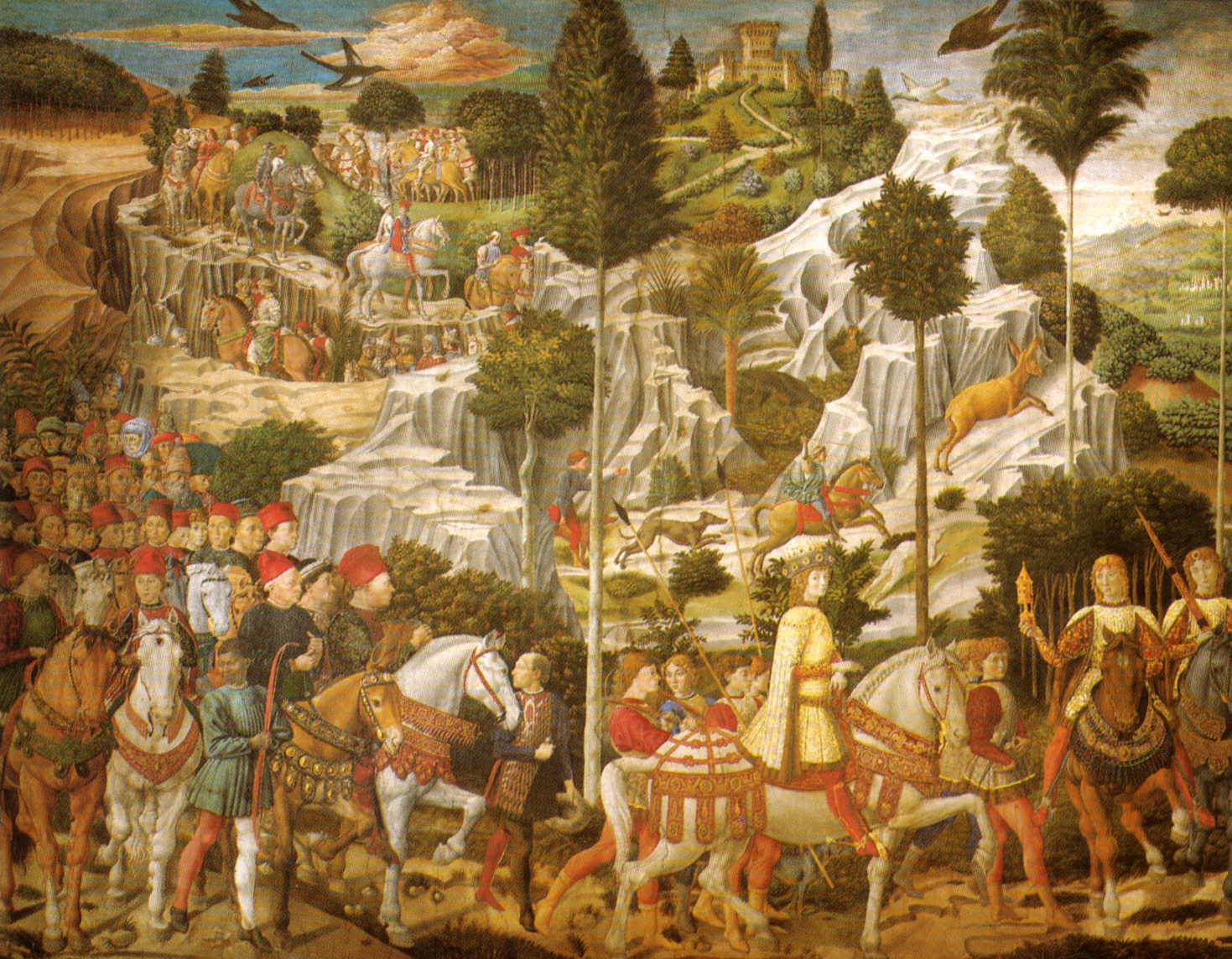
Східна сторона:
Процесія Молодого короля

Безперервну фреску на західній, південній та східній сторонах, що починається біля вівтаря з одного боку і закінчується біля нього ж з іншого, Беноццо Ґоццолі зобразив на тлі тосканських пагорбів. На цій безперервній фресці зображена багатолюдна хода, очолювана Трьома царями. Посередині на стелі каплиці зображено Вифлеємську зірку, яка вказує шлях учасникам ходи. На цій фресці зображені релігійні та політичні діячі середини XV століття.
| Зображення | Пояснення |
| ---------- | --- |
|            | Лоренцо Величний (молодий цар на коні в оточенні пажів) |
|            | Попереду кавалькади — П'єро ді Козімо Медічі. Збруя його коня прикрашена сімейними гербами та дивізом «Semper» («Завжди»). Вважається, що поруч із ним зображений Джованні Медічі, його брат, або Козімо Медічі, батько. |
|            | Серед натовпу — чоловік у червоній шапці з написом «Opus Benotii». Вважається, що це — автопортрет автора. |
|            | Імовірно, зображені син міланського герцога Галеаццо Марія Сфорца та Сиджизмондо Пандольфо Малатеста, правитель Ріміні                                                                                                   |
|            | За однією із версій, над якою сперечаються, в образі другого царя зображений візантійський імператор Іоанн VIII Палеолог — учасник Флорентійського собору                                                                |
|            | Три пажі за спиною Лоренцо Медічі. Можливо, переодягнені у чоловіче вбрання сестри Лоренцо — Б'янка, Нанніна та Марія |
|            | Парубок з гепардом за спиною. Можливо, Джуліано Медічі |
|            | Ймовірно, константинопольський патріарх Йосип II |